# Lynette Woodard

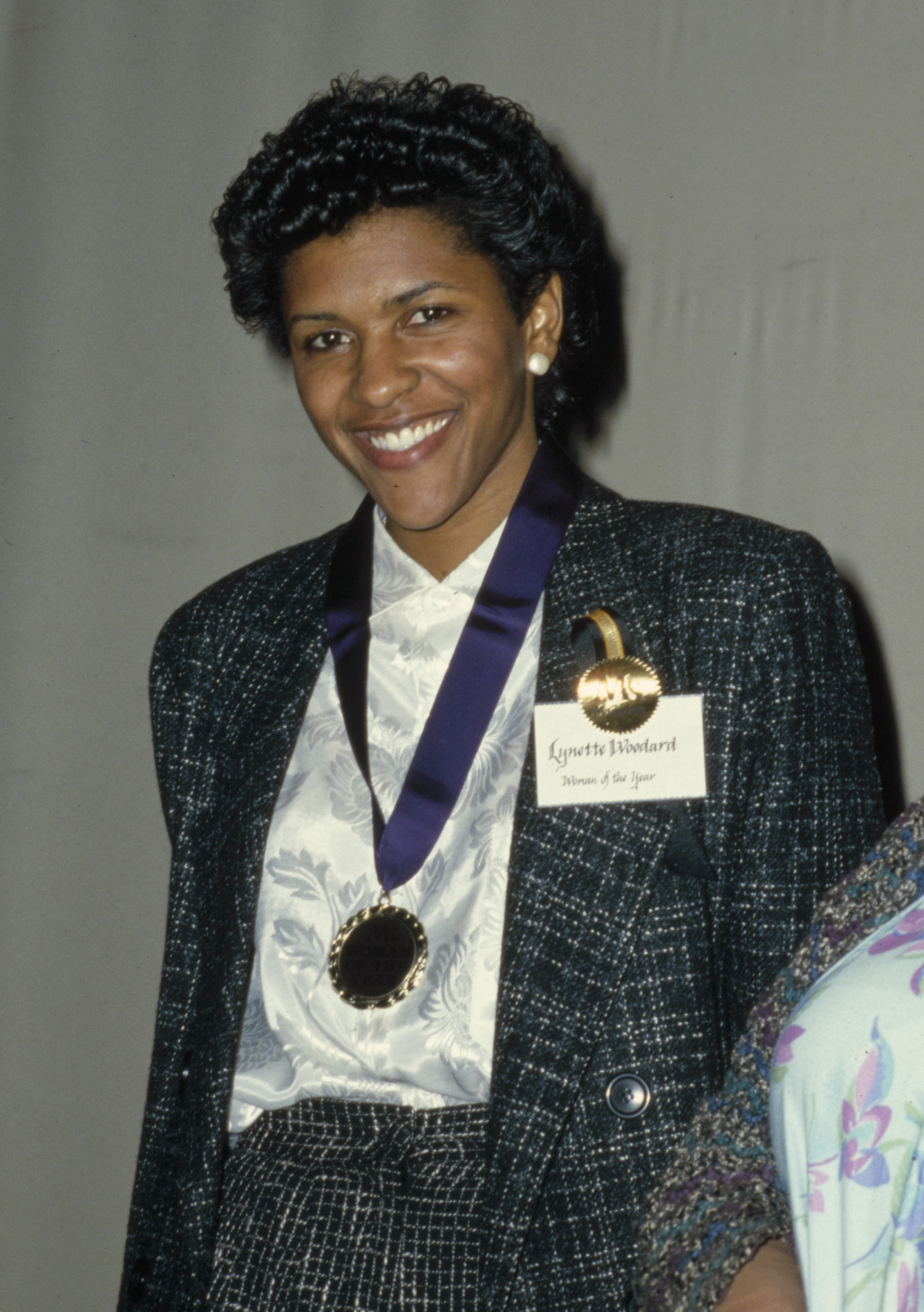
Lynette Woodard

Lynette Woodard, född den 12 augusti 1959 i Wichita, Kansas, är en amerikansk basketspelare som tog tog OS-guld 1984 i Los Angeles. Detta var USA:s tredje OS-guld i dambasket någonsin.

## Klubbhistorik
- Kansas Jayhawks
- Cleveland Rockers (1997)
- Detroit Shock (1998)